# Fyrkat

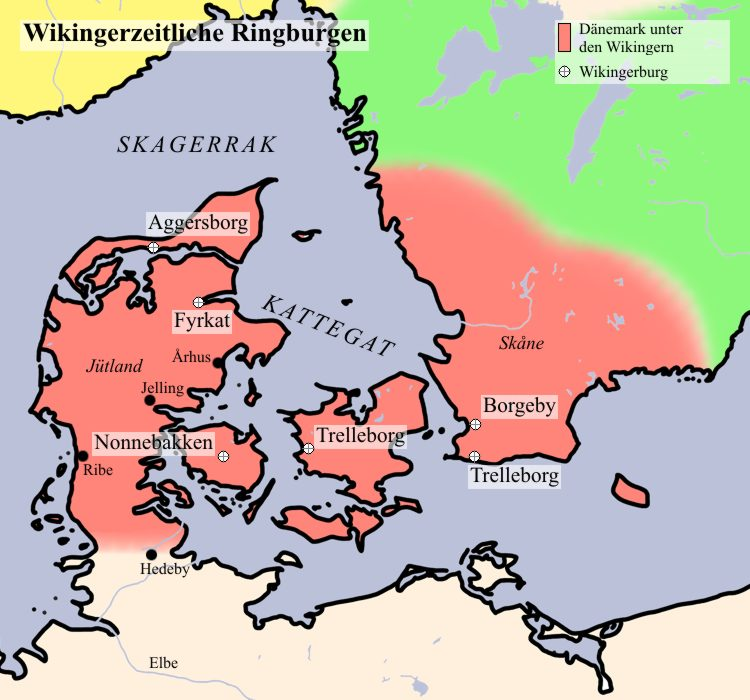
A viking kor kör alakú várai az akkori dán területeken

Fyrkat viking-kori földvár Dániában, Észak-Jylland területén, Hobro város és a Mariager Fjord nevű tengeröböl közelében, egy ősi észak-déli szárazföldi hadiút, a Hærvejen mentén. A vár mellett  szabadtéri néprajzi múzeumot alakítottak ki, ami a Nordjyllands Historiske Museum (Észak-jyllandi Történeti Múzeum) szervezeti keretében működik.

## Története

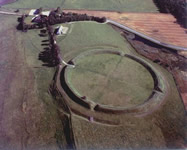
Fyrkat földvára légifelvételen

Fyrkat várát Kékfogú Harald dán király építtette 979 és 981 között az egységes dán állam megteremtése során. Apja, Öreg Gorm már egyesítette uralma alatt a dán törzsfőket, de még az ő befolyásuk révén kormányzott. Harald azonban már a saját kezébe vette az ország irányítását, ennek érdekében a közvetlen vezetése alatt álló haderőt hozott létre és az ő számukra az ország területén 5 nagy földvár építését rendelte el: Fyrkat és Aggersborg Észak-Jylland területén, Trelleborg (Slagelse mellett) Sjælland szigetén, Nonnebakken Fyn szigeten, és valószínűleg közéjük tartozott Borgeby is a későbbi svéd Skåne tartományban. Ezek a várak egységes terv alapján készültek, nevük a dán és a svéd nyelvben trelleborg volt. A svédországi Trelleborg városban az 1980-as években találták meg egy hasonló, de korábban, i. sz. 800 körül épült erődítmény nyomait, amiről a város eredetileg a nevét kapta, és azt részben restaurálták.
A fyrkati földvárat 1950 és 1958 között tárták fel régészetileg. Ekkor emelték újra a földsáncokat is, amelyek addigra már alig emelkedtek a talajszint fölé. A vár a régészeti kutatások eredményei szerint csak rövid ideig állt fenn. A leletek egységesen a 10. század végére datálhatók. 1000 körül a várat elhagyták és annak faszerkezete ezután hamarosan leégett. Harcok nyomai nem maradtak fenn.

## A vár leírása
A 120 méter belső átmérőjű, kör alakú földvárat két, egymásra merőleges út osztotta négy negyedre, csakúgy, mint a közel egy időben épült többi trelleborg esetében. Belsejében 16 viking hosszúház helyezkedett el, a kör minden negyedében négy darab. A vár belsejében a sánc mentén út futott körbe, hogy gyors hozzáférést biztosítson a falakhoz.
A sánc vastagsága a tövében 12-13 méter. A földsánc belső szerkezetét három sor tölgyfacölöp erősíti. A sánc külső oldalát ferde cölöpsor borította. A cölöpsorok közeit mintegy 10 000 köbméter földdel töltötték fel. A sáncot az északkeleti oldalon külső árok is védte, délnyugaton azonban ezt nem fejezték be. A földváron belüli utakat is deszka borította.
A 16 egyforma, 28,5 méter hosszú épület meglehetősen közel helyezkedett el egymáshoz. Szélességük a két végükön 5 méter, középen 7,5 méter volt, azaz, mint a kor hosszúházainál általában, oldaluk kifelé domborodott. A nagy belső terem közepén tűzhely volt. A lakók a falak mentén húzódó alacsony emelvényeken aludtak. Két épületben kovácsműhely nyomait tárták fel, másik kettőben aranyműves tevékenységének a jeleire bukkantak.
A földvár északnyugati oldalán kisebb temetőt is feltártak mintegy 30 sírral. A kelet-nyugati tájolású sírokba keresztény módon koporsóval temették a halottakat, de még sírmellékleteket is helyeztek melléjük. A viszonylag gazdag leletek – aranyékszert is találtak – jómódú lakosságra utalnak.

## Vikingecenter Fyrkat

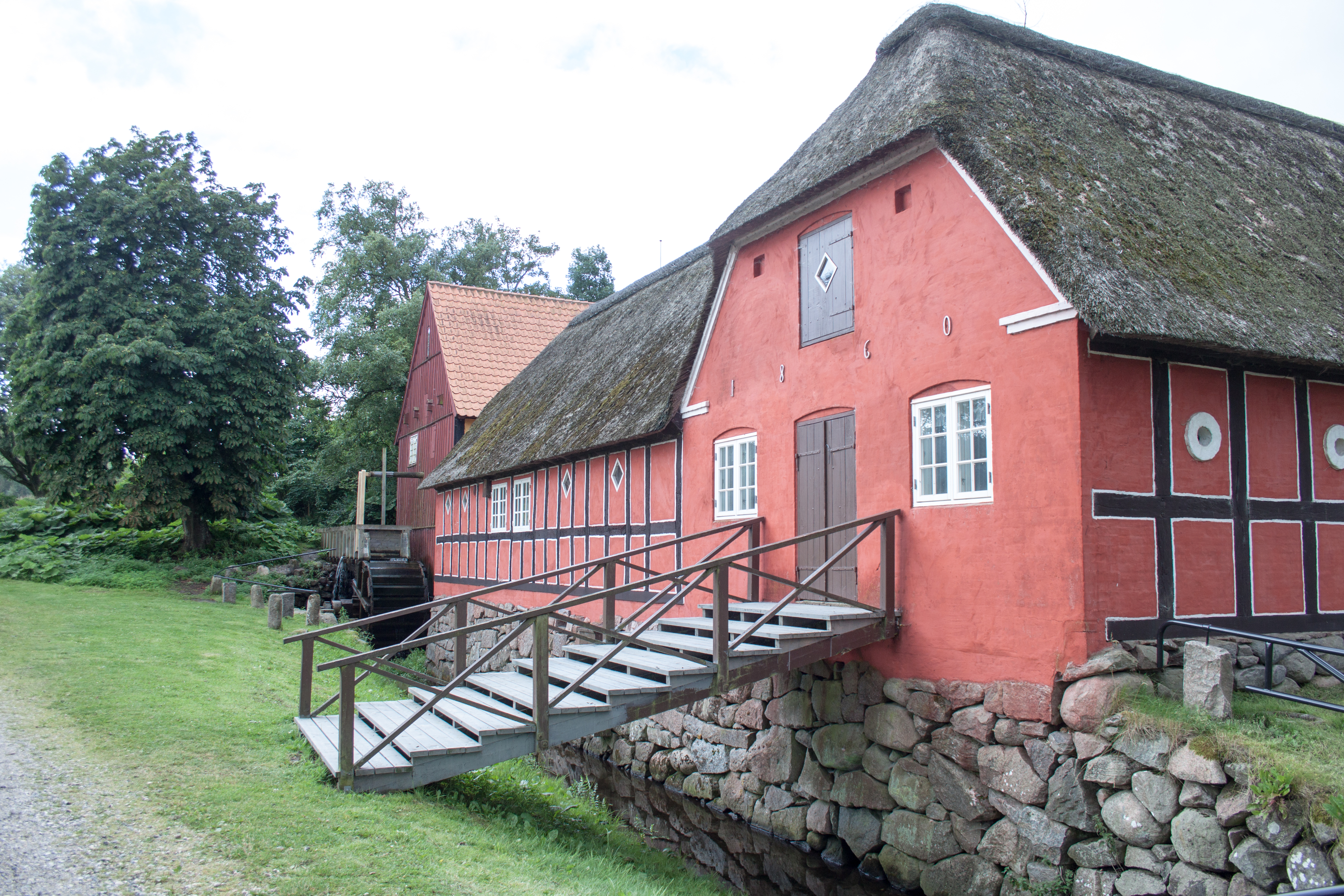
A Møllegaard a vízimalommal

1993-ra a vártól egy kilométerre kilenc viking-kori házból rekonstruált gazdaságot alakítottak ki a Vorbasse helységben feltárt viking kori gazdaság mintájára, látogatóközponttal. A nyári szezonban a várban, a rekonstruált gazdaságban és környékükön számos viking jellegű rendezvénnyel várják a turistákat.
A földvár közvetlen közelében áll egy másik középkori, Møllegaard nevű házcsoport is egy vízimalommal, amit máshonnan szállítottak ide.

## Kapcsolódó szócikkek

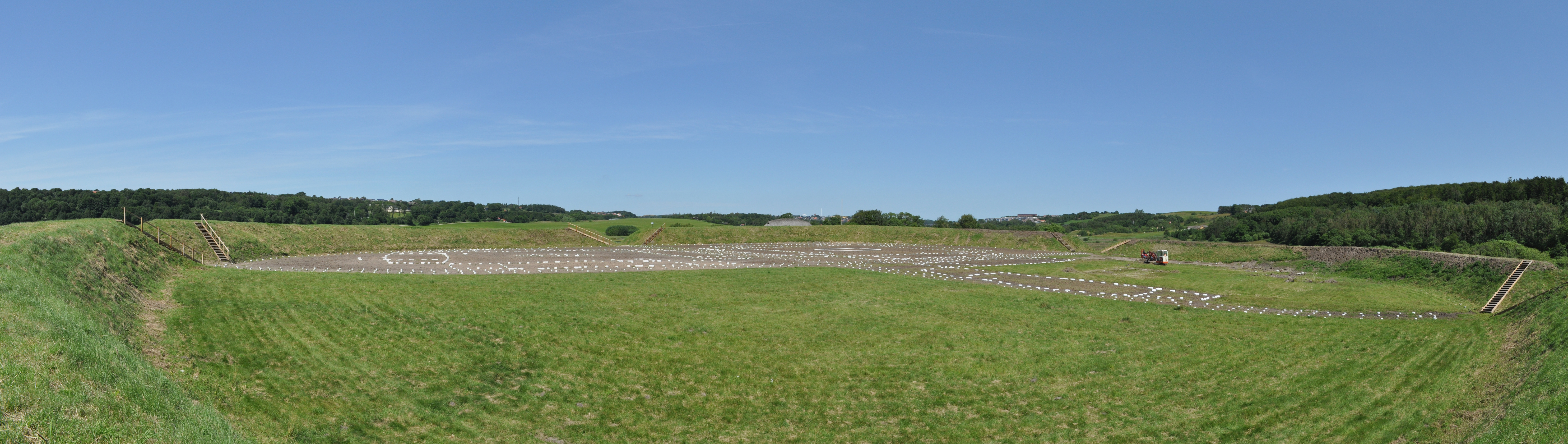
Panorámakép a földvárról

## Fordítás
- Ez a szócikk részben vagy egészben a Fyrkat című angol Wikipédia-szócikk ezen változatának fordításán alapul.  Az eredeti cikk szerkesztőit annak laptörténete sorolja fel. Ez a jelzés csupán a megfogalmazás eredetét és a szerzői jogokat jelzi, nem szolgál a cikkben szereplő információk forrásmegjelöléseként.